# Anemolito

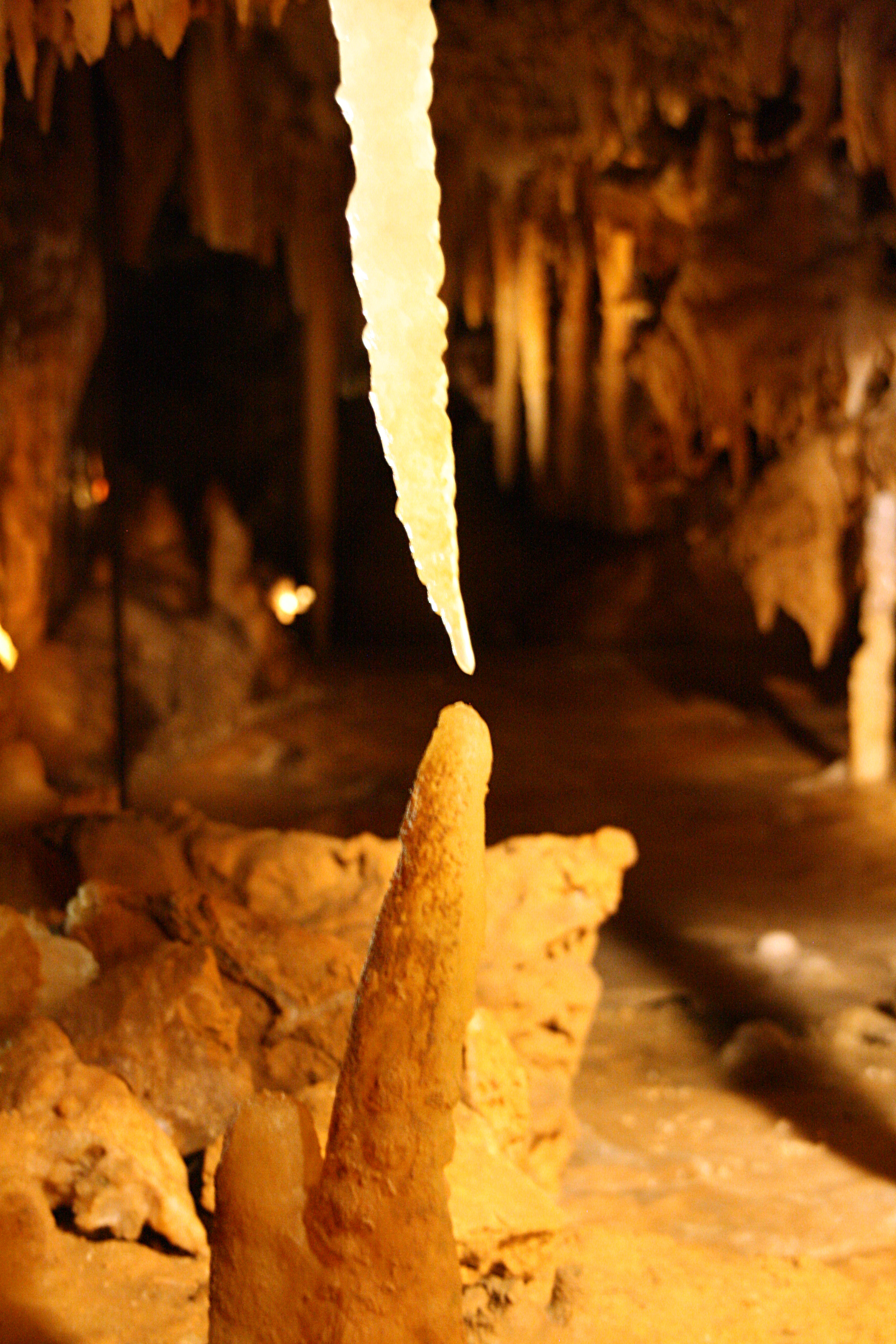
Anemolito que fuerza a la estalagmita a «seguirlo».

Un anemolito es una variedad del espeleotema estalactita que se caracteriza porque se forman fuera de la vertical, probablemente debido a corrientes de aire. Como otras estaláctitas, es una forma secundaria kástica de goteo con conducto central.